# レイターノ
レイターノ（イタリア語: Reitano, シチリア語: Ritanu）は、イタリア共和国シチリア州メッシーナ県にある、人口約800人の基礎自治体（コムーネ）。

## 地理

### 位置・広がり

#### 隣接コムーネ
隣接するコムーネは以下の通り。
- ミストレッタ
- モッタ・ダッフェルモ
- ペッティネーオ
- サント・ステーファノ・ディ・カマストラ